# A magyar női labdarúgó-válogatott 2010. november 28-i mérkőzése
Előző mérkőzés - Következő mérkőzés
A magyar női labdarúgó-válogatott barátságos mérkőzése Csehország ellen, 2010. november 28-án. A végeredmény 2–1 lett a magyar csapat javára.

## Előzmények
A két csapat két nappal korábban Győrben mérte össze erejét, akkor a cseh csapat győzött 4–3-ra. A magyar csapat három újoncot avatott Németh Júlia, Papp Dóra és Szarvas Alexandra személyében.

## Keretek
A magyar női labdarúgó-válogatott szövetségi kapitánya, Kiss László, november 22-én hirdette ki, a tizenkilenc főből álló keretét a barátságos mérkőzésre. A keretben csak a magyar első osztályban szereplő játékosok kaptak helyett, a külföldön szereplőkre nem számíthatott a kapitány.
| Csehország | Csehország | Csehország | Csehország |
| Név        | Kor        | Vál./Gól   | Klub       |
| ---------- | ---------- | ---------- | ---------- |

| Magyarország      | Magyarország | Magyarország | Magyarország    |
| Név               | Kor          | Vál./Gól     | Klub            |
| ----------------- | ------------ | ------------ | --------------- |
| Kovács Klaudia    | 20 éves      | 2 / 0        | Taksony SE      |
| Németh Júlia      | 19 éves      | 1 / 0        | Ferencvárosi TC |
| Rothmeisel Dóra   | 27 éves      | 2 / 0        | TFSE-Hegyvidék  |
| Tóth I Alexandra  | 20 éves      | 13 / 0       | MTK Hungária    |
| Tóth II Alexandra | 19 éves      | 12 / 0       | Viktória FC     |
| Szeitl Szilvia    | 23 éves      | 17 / 0       | 1. FC Femina    |
| Tálosi Szabina    | 21 éves      | 17 / 1       | Viktória FC     |
| Szórádi Nikolett  | 24 éves      | 11 / 0       | Győri Dózsa     |
| Jakab Réka        | 23 éves      | 22 / 6       | Győri Dózsa     |
| Smuczer Angéla    | 28 éves      | 54 / 1       | MTK Hungária    |
| Megyeri Boglárka  | 23 éves      | 4 / 1        | Viktória FC     |
| Rácz Zsófia       | 21 éves      | 15 / 1       | Viktória FC     |
| Szarvas Alexandra | 18 éves      | 1 / 0        | Viktória FC     |
| Szabó Boglárka    | 17 éves      | 2 / 0        | Taksony SE      |
| Papp Dóra         | 19 éves      | 1 / 0        | MTK Hungária    |
| Pádár Anita       | 31 éves      | 78 / 31      | 1. FC Femina    |
| Vágó Fanny        | 19 éves      | 21 / 8       | MTK Hungária    |
| Fogl Katalin      | 27 éves      | 17 / 3       | Taksony SE      |
| Méry Rita         | 26 éves      | 26 / 4       | MTK Hungária    |

 megjegyzés: Az adatok a mérkőzés napjának megfelelőek!

## Az összeállítások
| 2010. november 28. 13:00 (UTC+1) |

| Csehország   | 1 – 2   | Magyarország          |
| ------------ | ------- | --------------------- |
| Kožárová 65' | (0 – 0) | Vágó 78' Jakab R. 86' |

| TJ Sokol Lanžhot-pálya, Lanžhot |

| Csehország | Magyarország |

| CSEHORSZÁG:          |    |                     |                |
|                      |    |                     |                |
| K                    | 1  | Lenka Krömrová      |                |
| V                    | 2  | Nikola Sedláčková   | 85'            |
| V                    | 3  | Veronika Pincová    |                |
| V                    | 6  | Lucie Heroldová     |                |
| V                    | 4  | Petra Vištejnová    |                |
| KP                   | 5  | Monika Cvernová     | a szünetben    |
| KP                   | 7  | Adéla Odehnalová    | 72'            |
| KP                   | 8  | Lucie Martínková    | Csapatkapitány |
| KP                   | 10 | Barbara Balaščáková | a szünetben    |
| CS                   | 9  | Eva Bartoňová       | 78'            |
| CS                   | 11 | Lucie Voňková       | 20'            |
| Cserék:              |    |                     |                |
| K                    | 12 | Radka Bednaříková   |                |
| V                    | 13 | Veronika Juráková   | 85'            |
| KP                   | 14 | Pavla Benýrová      | a szünetben    |
| KP                   | 15 | Markéta Ringelová   | a szünetben    |
| KP                   | 16 | Jana Novotná        | 72'            |
| CS                   | 17 | Tereza Kožárová     | 20'            |
| CS                   | 18 | Jana Hlaváčková     | 78'            |
| Szövetségi kapitány: |    |                     |                |
| Vladimír Hruška      |    |                     |                |

| MAGYARORSZÁG:        |    |                   |             |
|                      |    |                   |             |
| K                    | 1  | Rothmeisel Dóra   | a szünetben |
| V                    | 2  | Szórádi Nikolett  |             |
| V                    | 3  | Tóth II Alexandra |             |
| V                    | 6  | Tálosi Szabina    |             |
| V                    | 4  | Tóth I Alexandra  |             |
| KP                   | 5  | Smuczer Angéla    | 80'         |
| KP                   | 8  | Rácz Zsófia       |             |
| KP                   | 9  | Méry Rita         |             |
| CS                   | 7  | Vágó Fanny        |             |
| KP                   | 11 | Szabó Boglárka    | 60'         |
| CS                   | 10 | Szarvas Alexandra | 68'         |
| Cserék:              |    |                   |             |
| K                    | 12 | Kovács Klaudia    | a szünetben |
| KP                   | 14 | Megyeri Boglárka  | 68'         |
| KP                   | 15 | Papp Dóra         | 80'         |
| KP                   | 16 | Jakab Réka        | 60'         |
| CS                   | 17 | Fogl Katalin      |             |
| CS                   | 18 | Pádár Anita       |             |
| Szövetségi kapitány: |    |                   |             |
| Kiss László          |    |                   |             |

## Örökmérleg a mérkőzés után
| Csehország | :         | Magyarország |
| ---------- | --------- | ------------ |
| 1          | Győzelem  | 2            |
| 2          | Döntetlen | 2            |
| 11         | Gólok     | 12           |
| 5/15       | Pontok    | 8/15         |
| 33         | %         | 53           |